# Equitazione ai Giochi della XIX Olimpiade - Dressage a squadre
La competizione del dressage a squadre di equitazione dei Giochi della XIX Olimpiade si è svolta il giorno 24 ottobre 1968 al Campo Marte di Città del Messico.
Alla competizione parteciparono anche undici donne (identificate con il simbolo ).

## Classifica finale
| Pos.    | Nazione          | Binomio                  | Binomio            | Risultato individuale | Risultato Totale |
| Pos.    | Nazione          | Cavaliere                | Cavallo            | Risultato individuale | Risultato Totale |
| ------- | ---------------- | ------------------------ | ------------------ | --------------------- | ---------------- |
| Oro     | Germania Ovest   | Josef Neckermann         | Mariano            | 948                   | 2699             |
| Oro     | Germania Ovest   | Reiner Klimke            | Dux                | 896                   | 2699             |
| Oro     | Germania Ovest   | Liselott Linsenhoff      | Piaff              | 855                   | 2699             |
| Argento | Unione Sovietica | Ivan Kizimov             | Ikhor              | 908                   | 2657             |
| Argento | Unione Sovietica | Ivan Kalita              | Absent             | 879                   | 2657             |
| Argento | Unione Sovietica | Elena Petuškova          | Pepel              | 870                   | 2657             |
| Bronzo  | Svizzera         | Gustav Fischer           | Wald               | 866                   | 2547             |
| Bronzo  | Svizzera         | Henri Chammartin         | Wolfdietrich       | 845                   | 2547             |
| Bronzo  | Svizzera         | Marianne Gossweiler      | Stephan            | 836                   | 2547             |
| 4       | Germania Est     | Horst Köhler             | Neuschnee          | 875                   | 2357             |
| 4       | Germania Est     | Gerhard Brockmüller      | Tristan            | 789                   | 2357             |
| 4       | Germania Est     | Wolfgang Müller          | Marios             | 693                   | 2357             |
| 5       | Gran Bretagna    | Margaret Lawrence        | San Fernando       | 793                   | 2332             |
| 5       | Gran Bretagna    | Lorna Johnstone          | El Guapo           | 777                   | 2332             |
| 5       | Gran Bretagna    | Johanna Hall             | Conversano Caprice | 762                   | 2332             |
| 6       | Cile             | Guillermo Squella        | Colchaguino        | 693                   | 2015             |
| 6       | Cile             | Antonio Piraíno          | Ciclón             | 672                   | 2015             |
| 6       | Cile             | Patricio Escudero        | Prete              | 650                   | 2015             |
| 7       | Canada           | Inez Fischer-Credo       | Marius             | 732                   | 2012             |
| 7       | Canada           | Christilot Hanson-Boylen | Bonheur            | 677                   | 2012             |
| 7       | Canada           | Zoltan Sztehlo           | Virtuose           | 603                   | 2012             |
| 8       | Stati Uniti      | Kyra Downton             | Cadet              | 657                   | 1919             |
| 8       | Stati Uniti      | Edith Master             | Helios             | 646                   | 1919             |
| 8       | Stati Uniti      | Donnan Plumb             | Attache            | 616                   | 1919             |